# DinoSplash
DinoSplash (voorheen respectievelijk "Splash", "Het Kasteel van Koning Samson" en "De Boomstammetjes") is een boomstamattractie in het Belgische attractiepark Plopsaland Belgium. De huidige naam is in gebruik sinds 2019.

## Beschrijving

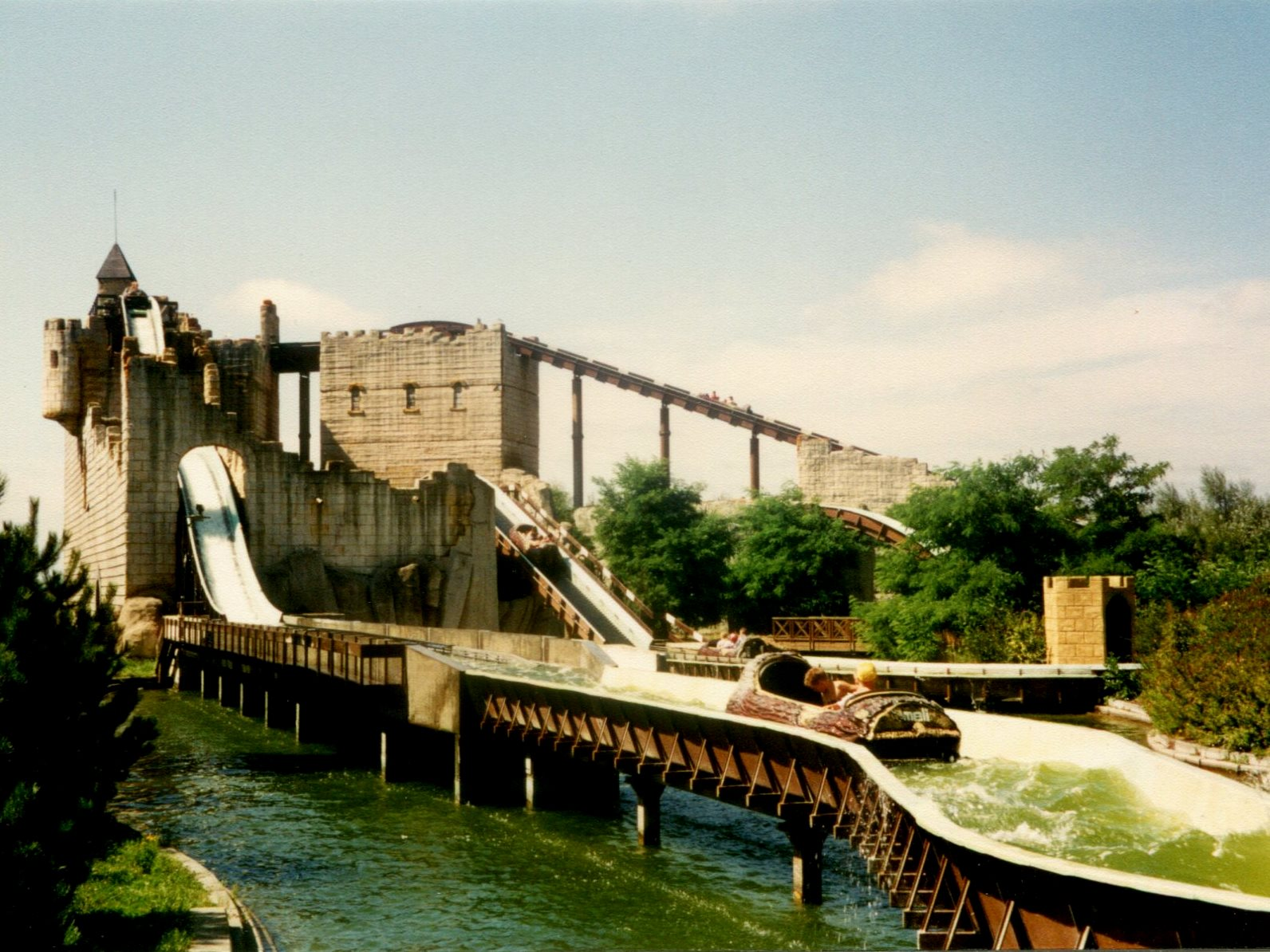
Splash in Meli Park, 1995.

De attractie is een van de grootste in zijn soort in Europa, zowel qua lengte als qua hoogte. Onder de naam Splash werd de attractie gebouwd in het park toen het nog Meli Park heette. Bij de overname van het park door Studio 100 werd de attractie omgedoopt tot Het Kasteel van Koning Samson, gezien de attractie gebouwd was in een middeleeuwse burcht. Later werd de naam opnieuw veranderd naar het simpelere De Boomstammetjes. In de zomer van 2019 werd de attractie omgedoopt tot DinoSplash .
De attractie heeft twee drops of afdalingen. De eerste is zo'n 5 meter hoog. De tweede is de grootste en gebeurt in twee trappen.
De bootjes bieden plaats aan maximum 5 personen. De bootjes hebben een zitje in het midden, er kunnen 2 personen voor en 3 personen achter het zitje plaatsnemen. Echter zijn er maar 3 volwassen toegelaten per boot.

## Trivia
- De achtbaan Draconis, die werd gebouwd in 2004, passeert zeven keer over De Boomstammetjes.
- Op zondag 26 augustus 2007 kwam een bootje klem te zitten in de vaargeul, doordat daar een brandslang in lag. De volgende twee bootjes botsten tegen het eerste. Wanneer de inzittenden van het eerste bootje wilden overstappen naar het tweede, gleed deze uit en brak zijn sleutelbeen. Een technicus was de slang vergeten op te ruimen.[2][3]

## Heden
Plopsaland Belgium maakte in het najaar van 2018 bekend dat 'De Boomstammetjes' vanaf zomer 2019 DinoSplash gaat heten. Dit vanwege een broodnodige renovatie aan De Boomstammetjes, waarbij de hele attractie rond het thema dinosaurussen zal draaien. Dit werd aanvankelijk gezien als eigenaardige keuze omdat Studio 100 geen figuren rond het dinothema heeft. De vernieuwde attractie was volledig klaar in de zomer van 2019.
Afbeeldingen